# Donji Kosinj
Donji Kosinj je dio Kosinjske doline i naselje u Republici Hrvatskoj u sastavu Općine Perušić, Ličko-senjska županija.

## Stanovništvo
Prema popisu stanovništva iz 2001. godine, naselje je imalo 678 stanovnika te 261 obiteljskih kućanstava.
| broj stanovnika | 2108  | 3121  | 3025  | 2491  | 2515  | 2426  | 2342  | 2373  | 2175  | 1972  | 1695  | 1573  | 1220  | 1025  | 678   | 494   | 318   |
|                 | 1857. | 1869. | 1880. | 1890. | 1900. | 1910. | 1921. | 1931. | 1948. | 1953. | 1961. | 1971. | 1981. | 1991. | 2001. | 2011. | 2021. |

## Galerija
- Donji Kosinj
- Donji Kosinj na rubu Lipovog polja
- Crkva sv. Petra i Pavla, Donji Kosinj
- Pogled prema jugozapadu na selo Lipovo Polje i crkvu sv. Petra i Pavla